# Franz Joseph Pfeiffer (Offizier)

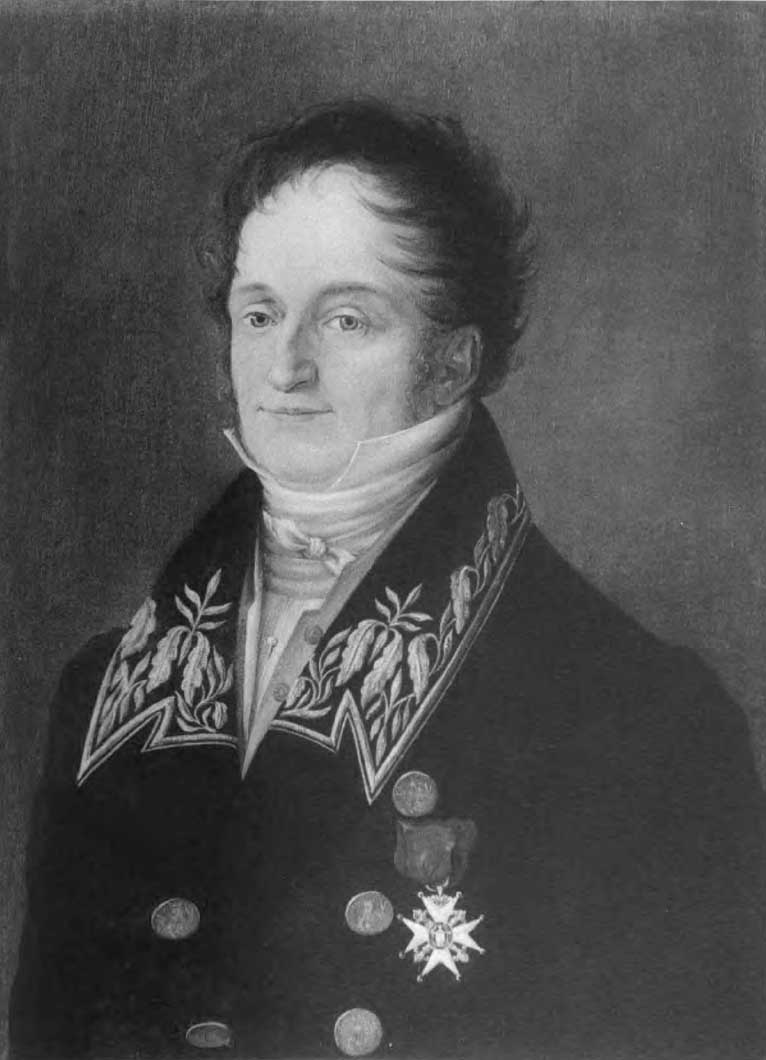
Franz Joseph Pfeiffer in bayerischer Beamtenuniform, mit dem St.-Ludwigs-Kreuz

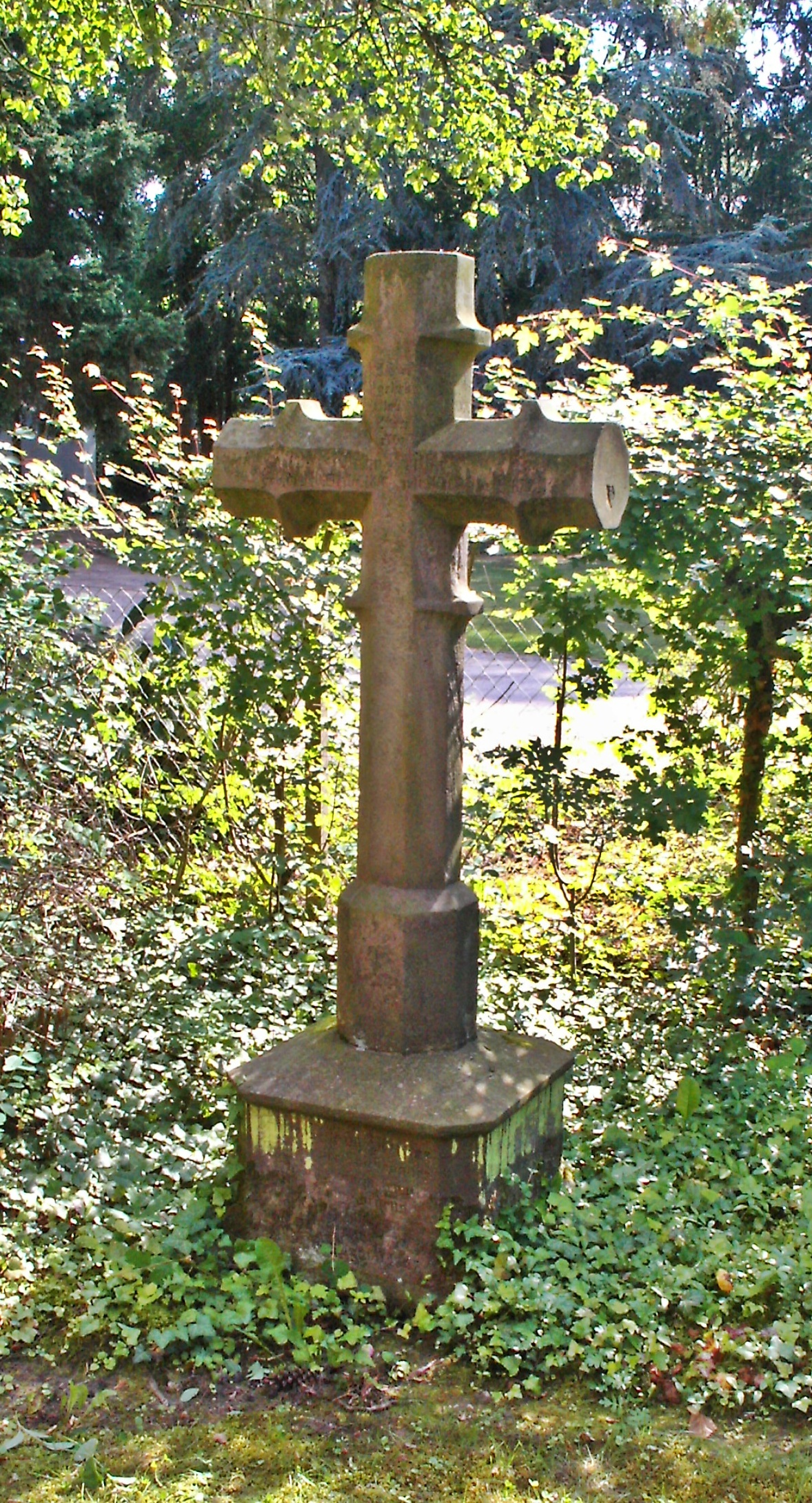
Grabstein, Alter Friedhof Speyer

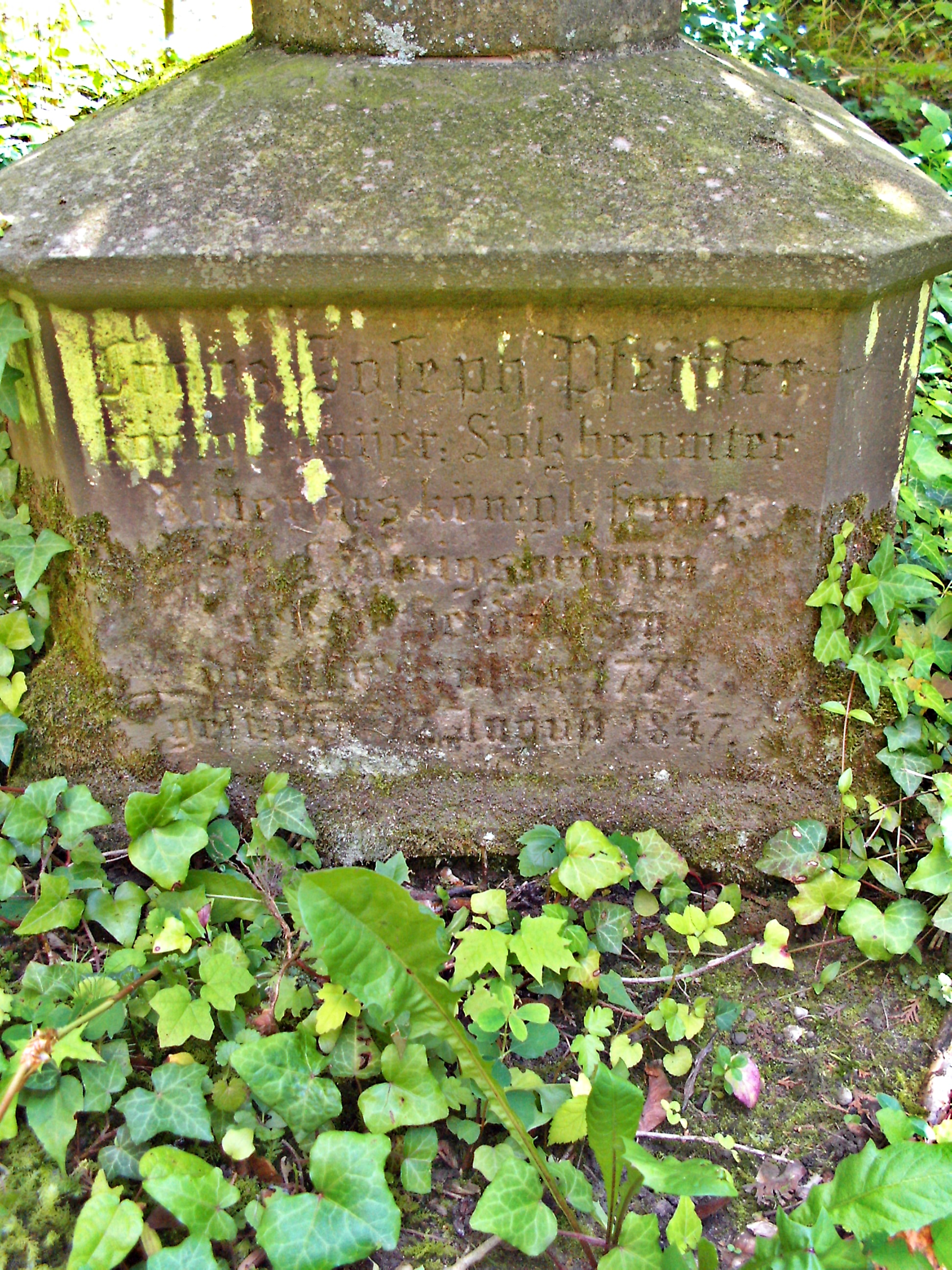
Verwitterte Grabinschrift, mit der Bezeichnung „Salzbeamter“ und „Ritter des königl. franz. St. Ludwigsordens“.

Franz Joseph Pfeiffer, auch Franz Joseph von Pfeiffer (* 9. Oktober 1772 in Heidelberg; † 27. August 1847 in Speyer) war ein französischer Offizier, bayerischer Verwaltungsbeamter und geadelter Ritter des  französischen Ludwigsordens.

## Leben und Wirken
Franz Joseph Pfeiffer war der Sohn von Johann Michael Pfeiffer, kurpfälzischer Beamter und späterer Verwalter der Saline Philippshall zu Bad Dürkheim, sowie dessen Gattin Maria Magdalena König. Er wuchs in Bad Dürkheim auf.
Nach Ausbruch der Französischen Revolution warb  Prinz de Condé in der Kurpfalz mit Zustimmung des Landesherrn Freiwillige zur Unterstützung des französischen Königs an. Es handelte sich dabei sowohl um französische Flüchtlinge als auch um Deutsche. Franz Joseph Pfeiffer ließ sich anwerben und trat am 16. September 1790 gemeinsam mit seinem jüngeren Bruder Heinrich als Kadett in das Regiment des Straßburger  Fürstbischofs von Rohan ein.
Nach eineinhalb Jahren avancierten beide zu Unterleutnants im Regiment des Fürsten Ludwig Aloysius von Hohenlohe-Waldenburg-Bartenstein. In der Schlacht bei Bodental, am 11. September 1793, erhielt Franz Joseph Pfeiffer einen Schuss ins rechte Bein, der Bruder fiel an seiner Seite. Beim Gefecht von Berstheim im Elsass wurde Pfeiffer am 2. Dezember gleichen Jahres an der linken Schulter verwundet, am 2. September 1794 beförderte man ihn zum Oberleutnant. Im Treffen bei Schussenried, den 30. September 1796, erlitt Franz Joseph Pfeiffer eine schwere Verwundung am linken Knie, die ihn beinahe dauerhaft gehunfähig gemacht hätte; mit Datum vom 2. Dezember 1799 wurde er Hauptmann (Kapitän) der französischen Armee.
Im März 1801 löste man die royalistische Freiwilligentruppe auf und Pfeiffer kehrte in seine pfälzische Heimat nach Bad Dürkheim zurück. Diese Gegend war als Teil des linken Rheinufers seit 1797 an Frankreich gefallen und gehörte nun zum Département du Mont-Tonnerre. Im April 1803 erhielt Pfeiffer die Stelle seines inzwischen verstorbenen Vaters als Bad Dürkheimer Salinenverwalter; so kam er in napoleonische Dienste. Man versetzte ihn in gleicher Eigenschaft nach Moûtiers im Département Savoie, dann nach Basel. Schließlich arbeitete er in der Zollverwaltung des Département de la Sarre und des Département de la Roer.
1816 fiel die linksrheinische Pfalz an das Königreich Bayern und wurde zum neuen Rheinkreis. Franz Joseph Pfeiffer trat nun in die bayerische Verwaltung über und erhielt 1817 die Stelle eines Salzamtmannes in Speyer. Ihm war die Hauptverwaltung des staatlichen Salzmonopols in der Kreishauptstadt übertragen und er blieb in dieser Stellung bis zu seinem Tod 1847.
Nach der Restauration der Bourbonen in Frankreich verlieh König Ludwig XVIII. dem Pfälzer Beamten für seine Tapferkeit und seine Verdienste um das französische Königshaus, am 25. Dezember 1815, das Ritterkreuz des  St. Ludwigsordens, verbunden mit dem Adelstitel. Die feierliche Überreichung erfolgte im Juli 1816 zu Heidelberg.
Franz Joseph Pfeiffer hatte am 24. Februar 1809, in Bad Dürkheim, die von dort stammende Landwirtstochter Maria Anna Berchtold geheiratet. Von ihren beiden Töchtern ehelichte Elisabeth (Lisette) Pfeiffer den Speyerer Amtsrichter Gustav Leonhard Hilgard. Ein Sohn aus dieser Verbindung – der Enkel Franz Joseph Pfeiffers – war Heinrich Hilgard, der in die USA emigrierte und es dort unter dem Namen Henry Villard (1835–1900), als Eisenbahnunternehmer, zu großem Ansehen brachte. Dieser liebte den Großvater sehr und überlieferte dessen Porträt sowie viele Einzelheiten zum Leben in seinen Memoiren.
Pfeiffer starb überraschend an einem Schlaganfall und wurde nach katholischem Ritus auf dem Alten Friedhof Speyer beigesetzt, wo sich sein Grabstein im heutigen Domkapitelsfriedhof befindet. Darauf ist auch vermerkt, dass er Ritter des französischen Ludwigsordens war.